# 「福山エンヂニヤリング」サウンドトラック The Golden Oldies
『「福山エンヂニヤリング」サウンドトラック The Golden Oldies』（ふくやまエンヂニヤリング　サウンドトラック　ザ・ゴールデン・オールディーズ）は、FUKUYAMA ENGINEERNING GOLDEN OLDIES CLUB BANDによるカバー・アルバム。2002年6月26日発売。発売元はユニバーサルJ。

## 解説
2002年1月から9月まで関西テレビ制作・フジテレビ系列で放送されたトーク・バラエティ番組『福山エンヂニヤリング』の企画から発展したアルバム。番組内のコーナー「Factory Live」で福山雅治率いるスペシャルバンドの演奏を放送していた（#1から#6までが「Factory Live Recording」として収録している）。#7から#16までは「Studio Live Recording」として制作した。いずれもライヴレコーディングによる“一発録音”にチャレンジしている。
オリコンアルバムチャート最高位2位で累計売上枚数は50万枚以上を記録し、カバー・アルバムとしてはヒット作品となった。

## 収録曲
1. 青春の影 / チューリップ (4:37) 
（作詞・作曲：財津和夫）
2. ファイト! / 中島みゆき (6:05) 
（作詞・作曲：中島みゆき）
3. 飾りじゃないのよ涙は / 井上陽水/中森明菜 (4:10) 
（作詞・作曲：井上陽水）
4. 秋桜 / 山口百恵 (4:12) 
（作詞・作曲：さだまさし）
5. ルビーの指環 / 寺尾聰 (4:27) 
（作詞：松本隆　作曲：寺尾聰）
原曲の編曲者である井上鑑がキーボードで参加している。
6. 雨のバス / 花田裕之 (6:31) 
（作詞：具秀然　作曲：Hanada）
7. ラスト・ダンスは私に / 越路吹雪 (3:56) 
（作詞：岩谷時子　作曲：M. SCHUMAN）
8. お嫁においで / 加山雄三 (3:25) 
（作詞：岩谷時子　作曲：弾厚作）
9. プカプカ / ザ・ディランII (4:34) 
（作詞・作曲：象狂象）
10. ケンとメリー〜愛と風のように〜 / BUZZ (4:49) 
（作詞：山中弘光・高橋信之　作曲：高橋信之）
11. 勝手にしやがれ / 沢田研二 (4:01) 
（作詞：阿久悠　作曲：大野克夫）
12. ロックンロールの真最中 / サンハウス (3:06) 
（作詞・作曲：鮎川誠）
13. 浅草キッド  / ビートたけし (4:11) 
（作詞・作曲：ビートたけし）
14. おでこにキッス / 遠藤賢司 (5:47) 
（作詞・作曲：遠藤賢司）
15. タイムマシンにおねがい / サディスティック・ミカ・バンド (3:53) 
（作詞：松山猛　作曲：加藤和彦）
16. そして僕は途方に暮れる / 大沢誉志幸 (5:12) 
（作詞：銀色夏生　作曲：大沢誉志幸）

## ミュージシャン
| 【Factory Live Recording】 青春の影 Vocal & Bass : 福山雅治 Keyboards & A.Guitar : 井上鑑 A.Guitar : 吉川忠英 Violin : 岸倫子 Percussion : 三沢またろう ファイト! Vocal & A.Guitar : 福山雅治 A.Guitar & Cho : 井上鑑 A.Guitar & Cho : 吉川忠英 Percussion & Cho : 三沢またろう 飾りじゃないのよ涙は Vocal & A.Guitar : 福山雅治 Keyboards : 井上鑑 A.Guitar : 吉川忠英 Wood Bass : 高水健司 Percussion : 藤井珠緒 秋桜 Vocal & A.Guitar : 福山雅治 Keyboards : 井上鑑 A.Guitar : 吉川忠英 Percussion : 藤井珠緒 S.Sax : 中村哲 ルビーの指環 Vocal & A.Guitar : 福山雅治 Keyboards : 井上鑑 A.Guitar : 吉川忠英 Wood Bass : 高水健司 Percussion : 藤井珠緒 雨のバス Vocal & Bass : 福山雅治 Keyboards : 井上鑑 A.Guitar : 吉川忠英 Percussion : 三沢またろう Violin : 岸倫子 【Studio Live Recording】 ラスト・ダンスは私に Vocal : 福山雅治 Piano : 井上鑑 Drums : 山木秀夫 Upright Bass : 井上富雄 T.Sax & B.Sax : 山本拓夫 A.Sax : 竹野昌邦 B.Trb & Euphonuim : 清岡太郎 お嫁においで Vocal : 福山雅治 Keyboards : 井上鑑 A.Guitar : 吉川忠英 Drums : 山木秀夫 Bass : 美久月千晴 Guitar : 小倉博和 | プカプカ Vocal & A.Guitar : 福山雅治 Keyboards : 井上鑑 A.Guitar : 吉川忠英 E.Guitar : 徳武弘文 Percussion : 三沢またろう Tin Whistle : 金子健治 ケンとメリー〜愛と風のように〜 Vocal & A.Guitar & Harmonica : 福山雅治 Keyboards : 井上鑑 A.Guitar : 吉川忠英 Drums : 山木秀夫 Bass : 美久月千晴 E.Guitar : 小倉博和 Percussion : 三沢泉 勝手にしやがれ Vocal : 福山雅治 Keyboards : 井上鑑 A.Guitar : 吉川忠英 Drums : 山木秀夫 Bass : 美久月千晴 E.Guitar : 小倉博和 Percussion : 三沢泉 ロックンロールの真最中 Vocal : 福山雅治 Keyboards : 井上鑑 A.Guitar : 吉川忠英 Drums : 山木秀夫 Bass : 美久月千晴 E.Guitar : パッパラー河合 浅草キッド Vocal & A.Guitar : 福山雅治 A.Guitar : 井上鑑 Violin : 金子飛鳥 Chorus : 若子内悦郎、木戸泰弘、広谷順子、やまがたすみこ おでこにキッス Vocal & Harmonica : 福山雅治 Bass : 井上鑑 A.Guitar : 吉川忠英 Percussion : 三沢またろう E.Guitar : 徳武弘文 Tin Whistle : 金子健治 タイムマシンにおねがい Vocal : 福山雅治 Keyboards : 井上鑑 Drums : 山木秀夫 E.Viloin : 金子飛鳥、弦一徹 E.Cello : 木村隆哉、のりっぺ そして僕は途方に暮れる Vocal : 福山雅治 Piano : 井上鑑 Drums : 山木秀夫 Violin : 金子飛鳥、弦一徹 Cello : 木村隆哉、のりっぺ |